# Arnold Kohlschütter
Arnold Kohlschütter, född 6 juni 1883, död 28 maj 1969, var en tysk astronom.
Kohlschütter blev observator vid astrofysikaliska observatoriet i Bonn 1925. Han påvisade tillsammans med Walter Sydney Adams existensen av ett samband mellan intensiteten hos vissa linjer i en stjärnas spektrum och dess absoluta ljusstyrka samt skapade därigenom en ny fruktbärande metod att bestämma stjärnornas avstånd, beskriven i Som spectral criteria for the determination of absolute stellar magnitudes (1914). Tillsammans med Gustav Eberhard och Hans Ludendorff utgav han Handbuch der Astrophysik (1928-).